# Erina Mano
Erina Mano (真野恵里菜, Mano Erina, Kanagawa, Japão, 11 de abril de 1991) é uma cantora de J-pop na Hello! Project.

## Biografia
Uniu-se ao Hello! Project em 2006 como parte de Hello! Pro Egg, e em 2007 uniu-se a equipe de futebol do H!P.
Em 29 de março de 2007 converteu-se em solista com a Hello! Project, trabalhando no âmbito da promoção da J.P.Room.
Mano Erina recebeu aulas de piano desde que estava no jardim de infância, e em seus lançamentos na Hello! Project foi a primeira solista do conglomerado a tocar ela mesma o piano para suas canções.
Em 2008 lançou seus três primeiros singles, que foram indies, os quais tiveram boa aceitação. Sua única grande estréia (sob a marca hachama) foi "Otome no Inori", que foi lançado em 18 de março de 2009. Alcançou o posto 5 de vendas semanais na Oricon vendendo um total de 20.812 cópias.
Visto o éxito de sua primeira grande estréia, foi anunciado seu segundo single apenas uma semana depois: "Hajimete no Keiken", fechado para dia 3 de junho.
A 11 de Abril de 2010, durante o evento de "Haru no Arashi", Mano anunciou que teria sido convidada para estar na Anime Expo 2010, em Los Angeles.

## Discografia

### Álbuns
| # | Título            | Data de lançamento            |
| # | Título            | Melhores posições atingidas   |
| - | ----------------- | ----------------------------- |
| 1 | FRIENDS           | 16 de dezembro de 2009        |
| 1 | FRIENDS           | - Oricon Álbuns semanais: #33 |
| 2 | MORE FRIENDS      | 24 de novembro de 2010        |
| 2 | MORE FRIENDS      | - Oricon Álbuns semanais: #32 |
| 3 | More Friends Over | 28 de marrço de 2012          |
| 3 | More Friends Over | - Oricon Álbuns semanais: —   |

### Singles
| #      | Título | Data de lançamento                                                    |
| #      | Título | Melhores posições atingidas                                           |
| Indies | Indies | Indies                                                                |
| ------ | --- | --------------------------------------------------------------------- |
| 1      | "Mano Piano" (マノピアノ)                                                                                       | 29 de junho de 2008                                                   |
| 2      | "Lucky Aura" (ラッキーオーラ)                                                                                   | 5 de outubro de 2008                                                  |
| 3      | "LaLaLa-SoSoSo" (ラララ・ソソソ)                                                                                | 12 de dezembro de 2008                                                |
| Major  | |                                                                       |
| 1      | "Otome no Inori" (乙女の祈り, "Girl's Prayer")                                                                  | 18 de março de 2009                                                   |
| 1      | "Otome no Inori" (乙女の祈り, "Girl's Prayer")                                                                  | - Oricon Weekly Singles: #5 - Billboard Japan Hot Singles Sales: #17  |
| 2      | "Hajimete no Keiken" (はじめての経験, "My First Experience")                                                    | 20 de maio de 2009                                                    |
| 2      | "Hajimete no Keiken" (はじめての経験, "My First Experience")                                                    | - Oricon Weekly Singles: #6 - Billboard Japan Hot Singles Sales: #11  |
| 3      | "Sekai wa Summer Party" (世界はサマー・パーティ, "Worldwide Summer Party")                                      | 29 de julho de 2009                                                   |
| 3      | "Sekai wa Summer Party" (世界はサマー・パーティ, "Worldwide Summer Party")                                      | - Oricon Weekly Singles: #10 - Billboard Japan Hot Singles Sales: #37 |
| 4      | "Kono Mune no Tokimeki o" (この胸のときめきを, "The Beating of This Chest")                                     | 30 de setembro de 2009                                                |
| 4      | "Kono Mune no Tokimeki o" (この胸のときめきを, "The Beating of This Chest")                                     | - Oricon Weekly Singles: #7 - Billboard Japan Hot Singles Sales: #31  |
| 5      | "Love & Peace = Paradise" (Love & Peace = パラダイス)                                                           | 25 de novembro de 2009                                                |
| 5      | "Love & Peace = Paradise" (Love & Peace = パラダイス)                                                           | - Oricon Weekly Singles: #12 - Billboard Japan Hot Singles Sales: #45 |
| 6      | "Haru no Arashi" (春の嵐, "Spring Storm")                                                                       | 24 de fevereiro de 2010                                               |
| 6      | "Haru no Arashi" (春の嵐, "Spring Storm")                                                                       | - Oricon Weekly Singles: #10 - Billboard Japan Hot Singles Sales: #28 |
| 7      | "Onegai Dakara..." (お願いだから..., "So Please...")                                                            | 12 de maio de 2010                                                    |
| 7      | "Onegai Dakara..." (お願いだから..., "So Please...")                                                            | - Oricon Weekly Singles: #7 - Billboard Japan Hot Singles Sales: #20  |
| 8      | "Genkimono de Ikō!" (元気者で行こう!, "Let's Go Cheerfully!")                                                   | 15 de setembro de 2010                                                |
| 8      | "Genkimono de Ikō!" (元気者で行こう!, "Let's Go Cheerfully!")                                                   | - Oricon Weekly Singles: #7 - Billboard Japan Hot Singles Sales: #23  |
| 9      | "Seishun no Serenade" (青春のセレナーデ, "Youth's Serenade")                                                    | 26 de janeiro de 2011                                                 |
| 9      | "Seishun no Serenade" (青春のセレナーデ, "Youth's Serenade")                                                    | - Oricon Weekly Singles: #13 - Billboard Japan Hot Singles Sales: #45 |
| 10     | "My Days for You"                                                                                               | 29 de junho de 2011                                                   |
| 10     | "My Days for You"                                                                                               | - Oricon Weekly Singles: #10 - Billboard Japan Hot Singles Sales: #35 |
| 11     | "Doki Doki Baby/Tasogare Kousaten" (ドキドキベイビー／黄昏交差点, "Heart Pounding Baby/Twilight Intersection")" | 22 de fevereiro de 2012                                               |
| 11     | "Doki Doki Baby/Tasogare Kousaten" (ドキドキベイビー／黄昏交差点, "Heart Pounding Baby/Twilight Intersection")" | - Oricon Weekly Singles: #9 - Billboard Japan Hot Singles Sales: #35  |
| 12     | "Song for the Date" (Song for the DATE)                                                                         | 27 de junho de 2012                                                   |
| 12     | "Song for the Date" (Song for the DATE)                                                                         | - Oricon Weekly Singles: #7                                           |
| 13     | "Next My Self" (NEXT MY SELF)                                                                                   | 12 de dezembro de 2012                                                |
| 13     | "Next My Self" (NEXT MY SELF)                                                                                   | - Oricon Weekly Singles: #8                                           |

### Colaborações
| Artista(s)                                                  | Título                                           | Data de lançamento                                               |
| ----------------------------------------------------------- | ------------------------------------------------ | ---------------------------------------------------------------- |
| Bekimasu (ベキマス)                                         | "Makeruna Wasshoi!" (負けるな わっしょい！)      | 6 de agosto de 2011 (digital) 21 de dezembro de 2011 (CD single) |
| Hello! Project Mobekimasu (ハロー！プロジェクト モベキマス) | "Busu ni Naranai Tetsugaku" (ブスにならない哲学) | 16 de novembro de 2011                                           |

### Compilações/ Outros
- [2009.07.15] Champloo 1 ~Happy Marriage Song Cover Shuu~ (#2 Ai wa Katsu - °C-ute, Mano Erina, #13 Kanpaku Sengen - Berryz Koubou, Mano Erina)
- [2009.12.02] Petit Best 10 (#7 Otome no Inori)

### DVD
- [2009.04.01] Manoguam
- [2009.08.05] Mano Erina Debut Concert "Prologue ~Otome no Inori~"
- [2009.12.22] Mano Erina First Concert Tour "Introduction ~Hajimete no Kandou~"
- [2010.01.27] Manoguide in Yakushima
- [2010.03.03] Mano Erina Single V Clips 1
- [2010.??.??] Special Joint 2010 Haru ~Kansha Mankai! Mano Erina 2 Shuunen Totsunyuu & S/mileage Major Debut e Sakura Sake! Live~ (Mano Erina, S/mileage)

### Photobooks
- [2009.02.10] Mano Erina (真野恵里菜)
- [2010.01.20] Tengoku no Door (天国のドア)

## Trabalhos

### Programas de televisão
- [2008] Berikyuu! (ベリキュー!)
- [2008–2009] Yorosen! (よろセン!)
- [2009-2010] Bijou Houdan
- [2009–] Kitty's Paradise peace (キティズパラダイスpeace)
- [2010-] Bijou Gaku

### Dramas
| Programa                                                           | Data de estreia        | Data de encerramento    | Emissora                |
| ------------------------------------------------------------------ | ---------------------- | ----------------------- | ----------------------- |
| Pocky 4 Sisters! (ポッキーフォーシスターズ!, Pokkii Fō Shisutaazu) | 27 de dezembro de 2008 | 27 de dezembro de 2008  | BS-i                    |
| Tokyo Shōjo (東京少女, lit. Tokyo Girl)                            | 7 de fevereiro de 2009 | 28 de fevereiro de 2009 | BS-i                    |
| Koisuru Seiza (恋する星座)                                         | 6 de abril de 2009     | 25 de junho de 2009     | BS-i                    |
| Hanbun Esper (半分エスパー) "Half ESPer"                           | Janeiro de 2010        | 19 de março de 2010     | Fuji Television two(CS) |
| erro em {{japonês}}: Texto em japonês ou romaji necessário (ajuda) | Outubro de 2010        | Dezembro de 2010        | TBS                     |
| erro em {{japonês}}: Texto em japonês ou romaji necessário (ajuda) | 1 de abril de 2012     | 1 de abril de 2012      | TBS                     |
| Minna! ESPer Dayo! (みんな！エスパーだよ！)                        | 12 de abril de 2013    | 5 de julho de 2013      | TV Tokyo                |
| Nigeru wa Haji da ga Yaku ni Tatsu (逃げるは恥だが役に立つ)        | 11 de outubro de 2016  | 20 de dezembro de 2016  | TBS                     |
| Kono Yo ni Tayasui Shigoto wa Nai (この世にたやすい仕事はない)     | 6 de abril de 2017     | 25 de maio de 2017      | NHK                     |

### Filmes
| Ano       | Título original                                                | Papel            |
| --------- | -------------------------------------------------------------- | ---------------- |
| 2011      | Kamen Rider × Kamen Rider Fourze & OOO: Movie War Mega Max     | Nadeshiko Misaki |
| 2012      | Waga Haha no Ki ~ Chronicle of My Mother                       | Sadayo the maid  |
| 2012      | Kamen Rider × Kamen Rider Wizard & Fourze: Movie War Ultimatum | Nadeshiko Misaki |
| 2014–2015 | The Next Generation -Patlabor-                                 | Akira Izumino    |
| 2015      | Tag                                                            | Izumi            |
| 2015      | Orange                                                         |                  |
| 2017      | Anonymous Noise                                                | Miou Suguri      |
| 2017      | The 100th Love with You                                        |                  |
| 2018      | Kids on the Slope                                              | Yurika Fukahori  |
| 2018      | Impossibility Defense                                          | Yū Kimura        |
| 2018      | Ao no Kaerimichi                                               |                  |
| 2018      | Bleach                                                         | Orihime Inoue    |

### Comerciais
- [2009] Campanha de Natal da Asahi

### Rádio
- [2009–] MANO-DELI

### Teatro
- [2009] Koisuru Hello Kitty (恋するハローキティ)
- [2010] Photogenic (フォトジェニック)
- [2010] Tsubaki, Toki Tobi (つばき、時跳び)

## Prêmios

### Japan Gold Disc Awards
| Ano  | Trabalho/Indicado | Categoria          | Resultado |
| ---- | ----------------- | ------------------ | --------- |
| 2010 | Erina Mano        | Best 5 New Artists | Venceu    |